# (21238) Panarea
(21238) Panarea est un astéroïde de la ceinture principale.

## Description
(21238) Panarea est un astéroïde de la ceinture principale. Il fut découvert le 28 novembre 1995 à Ōizumi par Takao Kobayashi. Il présente une orbite caractérisée par un demi-grand axe de 2,54 UA, une excentricité de 0,11 et une inclinaison de 11,4° par rapport à l'écliptique.

## Compléments